# Вежовиці-Великі
Вежовіце-Великі (пол. Wierzowice Wielkie) — село в Польщі, у гміні Ґура Ґуровського повіту Нижньосілезького воєводства.
Населення — 197 осіб (2011).
У 1975-1998 роках село належало до Лешненського воєводства.

## Демографія
Демографічна структура станом на 31 березня 2011 року:
|          | Загалом | Допрацездатний вік | Працездатний вік | Постпрацездатний вік |
| -------- | ------- | ------------------ | ---------------- | -------------------- |
| Чоловіки | 102     | 19                 | 79               | 4                    |
| Жінки    | 95      | 24                 | 53               | 18                   |
| Разом    | 197     | 43                 | 132              | 22                   |